# جای‌گزین فلش اینمن پوییدنی
جای‌گزین فلش اینمن پوییدنی (sIFR)، نوعی فناوری بن‌باز برپایهٔ جاوااسکریپت و ادوبی فلش می‌باشد. این فناوری، توانایی جای‌گزینی عنصرهای نوشتاری درون وب‌برگه‌های اچ‌تی‌ام‌ال را با برابرهای فلش، به‌کاربر می‌دهد. 
فناوری ج.ف.ا.پ را نخستین‌بار شاون اینمن گستراند. سپس مایک دیویدسن و مارک ووبن آن‌را بهینه‌سازی کردند. 